# Нуше Андонов
Никола (Нуше) Андонов (Андов) е български революционер, четник, деец на Вътрешната македоно-одринска революционна организация.

## Биография
Нуше Андонов е роден в 1884 година в село Бучище, Кратовско, тогава в Османската империя, днес в Северна Македония.
При избухването на Балканската война в 1912 година е доброволец в Македоно-одринското опълчение в четата на Тодор Александров 
След като родният му край попада в Сърбия след Междусъюзническата война Андонов продължава са се занимава с революционна дейност. В 1915 година е четник на Дончо Ангелов.
През Първата световна война, по случай 15-ата годишнина от Илинденско-Преображенското въстание, е награден с орден „За военна заслуга“, VI степен за заслуги към постигане на българския идеал в Македония.
Почива вследствие изтезания в сръбската полиция през 1919 година.